# (74371) 1998 XG1
1998 أكس جي 1 (ويعرف أيضًا باسم (74371) 1998 أكس جي 1 وفق تسمية الكوكب الصغير) (بالإنجليزية: 1998 XG1)‏ هو كويكب ضمن حزام الكويكبات؛ وترتيبه 74371 من حيث الاكتشاف.
اكتُشف هذا الجُرم الفلكي بواسطة OCA–DLR Asteroid Survey ‏ في 7 ديسمبر 1998.

## وصلات خارجية
- (74371) 1998 XG1 في قاعدة بيانات مختبر الدفع النفاث لأجرام النظام الشمسي الصغيرة

- الاكتشاف · مخطط المدار ·  العناصر المدارية · المعلمات المادية

- (74371) 1998 XG1 على موقع ويكي سكاي: DSS2, SDSS, GALEX, IRAS, Hydrogen α, X-Ray, Astrophoto, Sky Map, Articles and images